# Kobi Marimi
Kobi Marimi (hebraisk: קוֹבִּי מַרִימִי; født 8. oktober 1991) er en israelsk sanger og skuespiller, der vandt den sjette sæson af HaKokhav HaBa. Dette gav ham ret til at repræsentere sit land i Eurovision Song Contest 2019 på hjemmebane med sangen "Home".